# Vrbovo (gmina Vladičin Han)
Vrbovo (cyr. Врбово) – wieś w Serbii, w okręgu pczyńskim, w gminie Vladičin Han. W 2011 roku liczyła 305 mieszkańców.